# 唇

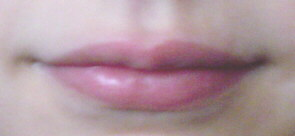
女性嘴脣

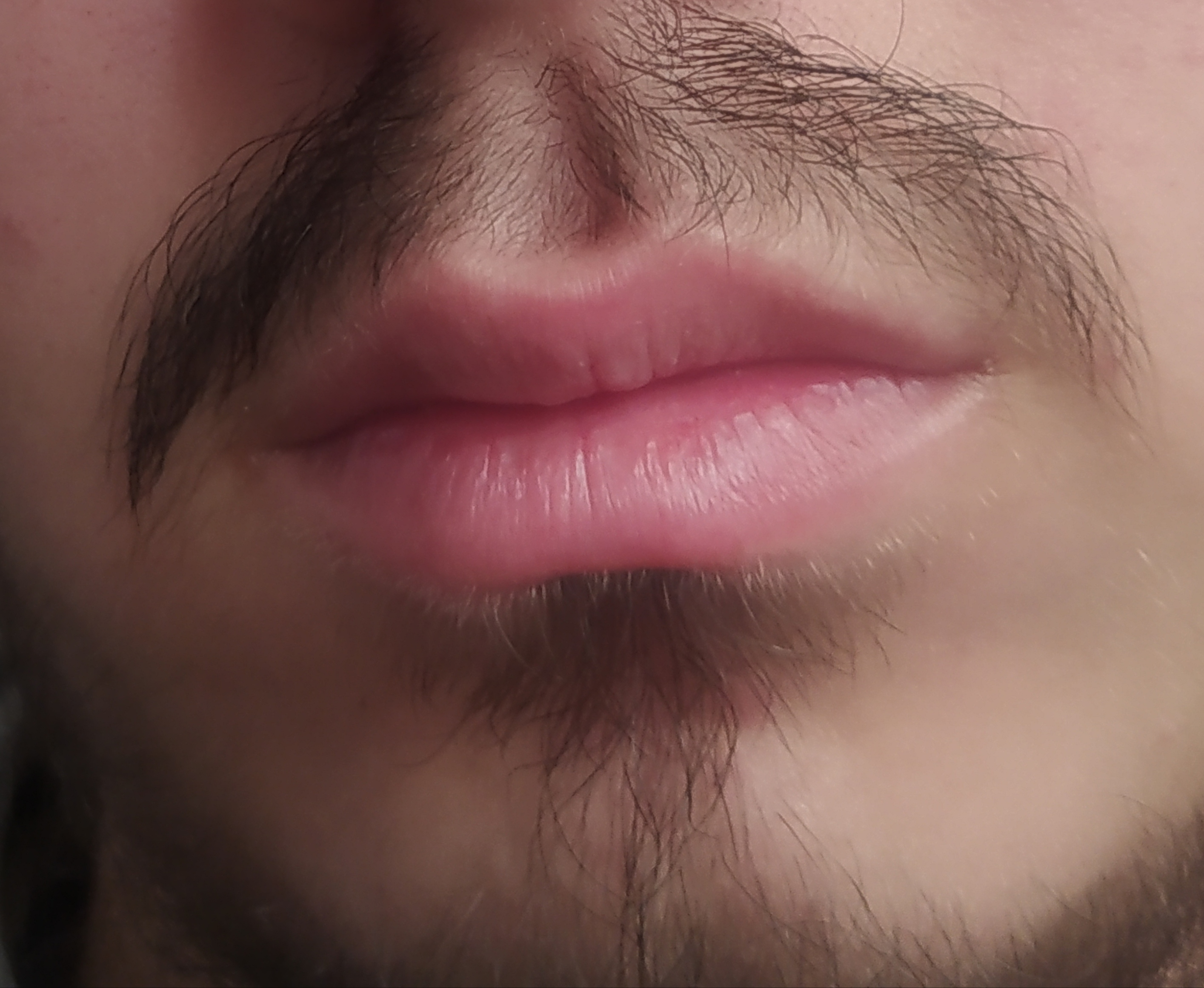
男性嘴脣

唇，又稱喙唇或嘴脣，是在人類及許多動物的臉上一個明顯易見的器官，由上下兩脣構成。兩唇皆為凸出而柔軟、並能由內部肌肉牽引而自由移動。脣是一個觸覺器官，主要功能為幫助進食以及準確閉合發音而表達詞語。
覆蓋在兩脣上的皮膚非常薄，使得脣的外觀是呈偏紅色的；當脣較乾燥時，其外觀顏色會較淡一些。
在表達情愛或性慾時，兩人的嘴脣互相接觸，即為親吻；另一方面，性動作的愛撫也常用到嘴脣的接觸。